# Giuseppe Pedretti
Pour les articles homonymes, voir Pedretti.
Ne doit pas être confondu avec Carlo Pedretti, historien italien spécialisé sur Léonard de Vinci.
Giuseppe Pedretti, de son nom complet Giuseppe Carlo Pedretti, né le 26 février 1697 à Bologne et mort le 27 mai 1778 dans la même ville, est un peintre rococo italien du XVIIIe siècle qui fut actif à Bologne.

## Biographie
Giuseppe Carlo Pedretti naît à Bologne en 1697. Il commence à apprendre les bases de l'art sous Carlo Antonio Rambaldi à quinze ans, malgré l'opposition de ses parents. Lorsque Rambaldi quitte pour Turin en 1714, il change pour aller à l'atelier de Marcantonio Franceschini et de son fils Giacomo, où il reste jusqu'en 1729.
En 1729, il déménage en Pologne, où il peint pour la famille Rzewuski à Lviv, aujourd'hui en Ukraine. Il y réalise un certain nombre de portraits et de fresques sur des thèmes religieux pour l'église carmélite (en).
Après un séjour à Mantoue, Sabbioneta et Viadana, entre 1726 et 1727, il reçoit une commande de la part d'Antonio Cavazza pour exécuter une peinture de Joseph retirant la coupe d'argent du sac de Benjamin, aujourd'hui exposée au Palais Magnani par le Crédit romagnol (en).
Il retourne dans sa ville natale en 1732 et rejoint l'Académie en 1739. Il effectue une Vierge et Saint Antoine Abbé et Saint Vital pour la paroisse de San Vitale di Calderara et des fresques représentant Le Martyre de saint Procule dans le chœur de l'église San Procolo (en) en 1744. En 1761, il réalise un portrait du père Giuseppe Bentivoglio, maintenant exposé au couvent San Giuseppe et expose en 1766 trois toiles dépeignant la vie de saint Vincent Ferrer à la basilique San Domenico.
Il réalise des peintures dans les lunettes de la nef de San Domenico et peint des autels à l'église de l'Immaculée Conception de Crevalcore. Il a notamment enseigné à la sculptrice de statues de cire Anna Morandi. Il était membre de l'Académie et a été élu principe deux fois, en 1754 et en 1770. Son fils Vincenzo est lui aussi devenu peintre.

## Œuvres
Liste non exhaustive de ses œuvres :
- San Valentino che guarisce la figlia del giudice Asterio, peinture à l'huile sur toile, 1762, église San Valentino (it) de Salara.

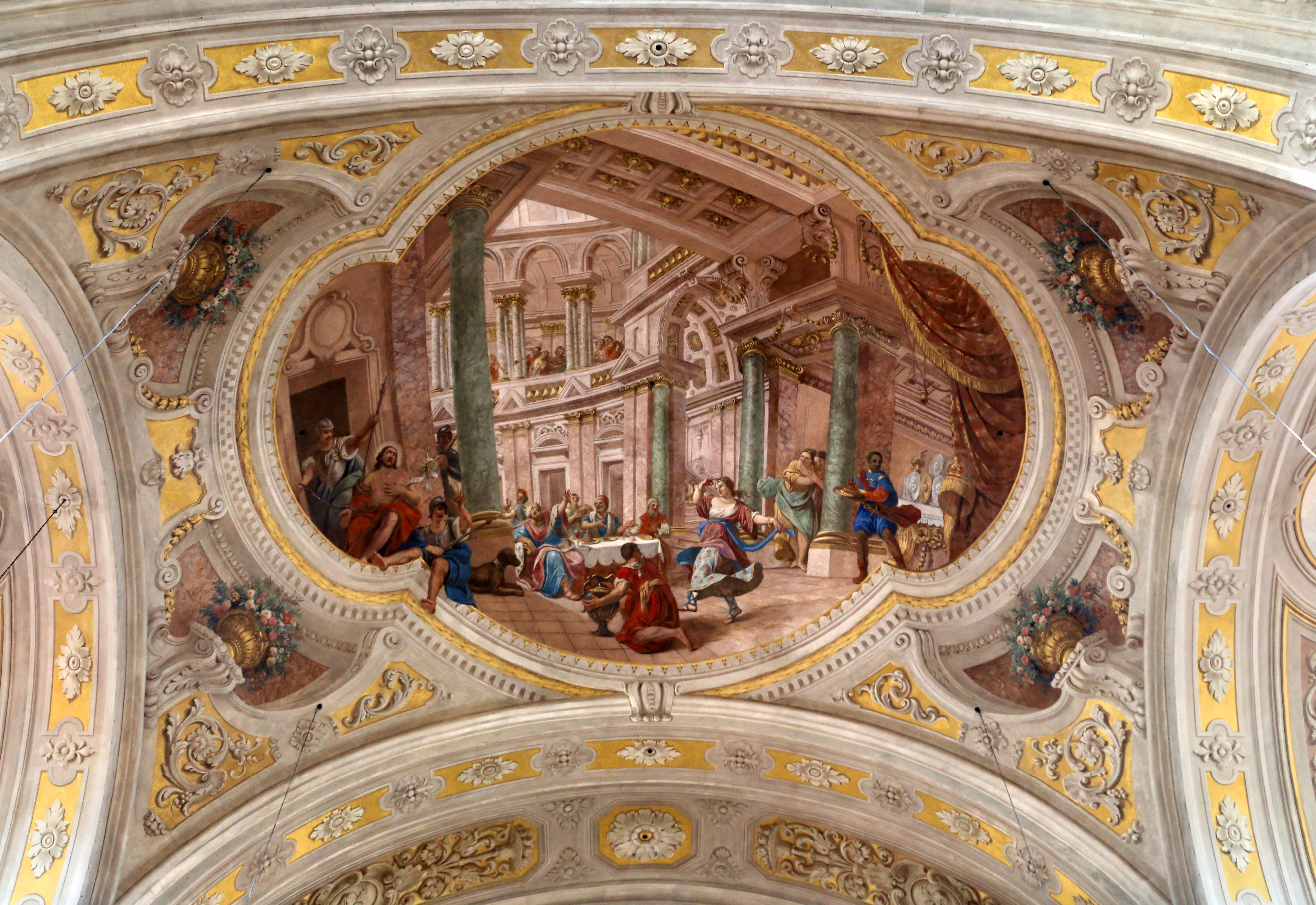
Fresques dans l'église San Giovanni Battista (it) de Minerbio,vers 1750 - 1760.
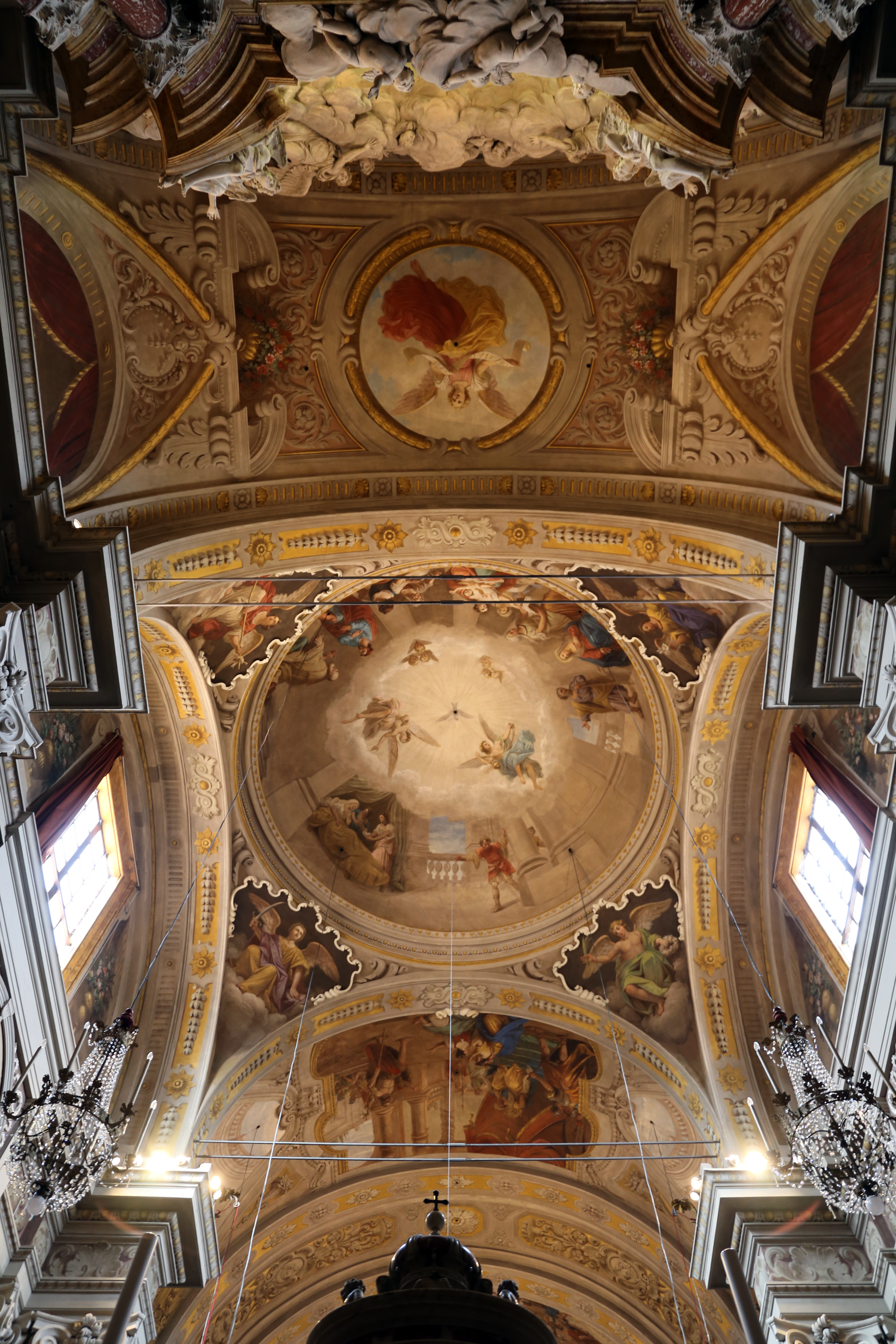
Fresques à San Giovanni Battista de Minerbio.
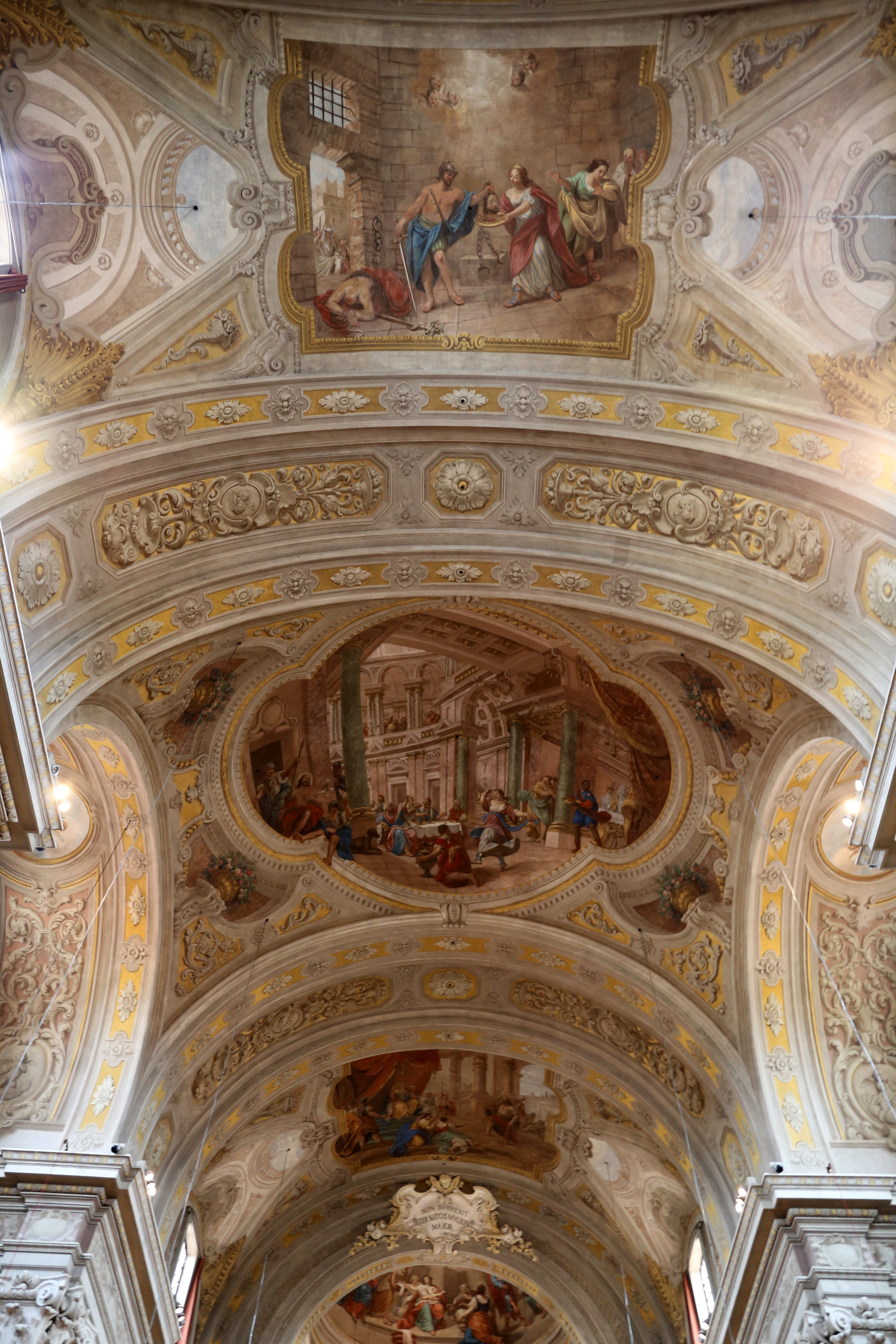
Fresques à San Giovanni Battista de Minerbio.
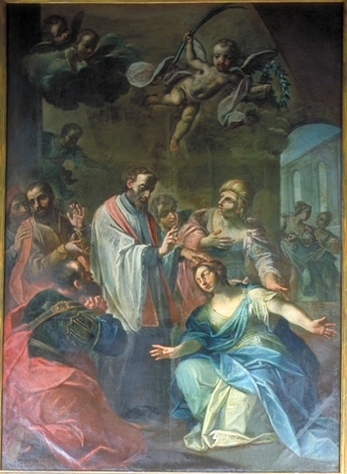
San Valentino che guarisce la figlia del giudice Asterio1762.